# Halictus taurinus
Halictus taurinus är en biart som beskrevs av Cockerell 1945. Halictus taurinus ingår i släktet bandbin, och familjen vägbin. Inga underarter finns listade i Catalogue of Life.